# 761
761 (DCCLXI) var ett normalår som började en torsdag i den julianska kalendern.

## Händelser

### Okänt datum
- Telets efterträder Vinekh som kung av bulgarerna, vilket avslutar kungahuset Ukis epok, då kungahuset Ugains epok börjar.

## Födda
- Li Cheng, kinesisk kansler.
- Shunzong av Tang, kinesisk kejsare.

## Avlidna
- Óengus I, pikternas kung sedan 732.